# Vilhjalmur Stefansson
Vilhjalmur Stefansson (3. listopadu 1898 Gimli – 26. srpna 1962 Hanover) byl kanadský polárník a etnolog.

## Životopis
Pocházel z rodiny islandských přistěhovalců v Manitobě. Hlásil se k unitářství. Získal titul Bachelor of Arts na University of Iowa a doktorát z antropologie na Harvardově univerzitě. Prováděl vykopávky na Islandu, zúčastnil se expedice Ejnara Mikkelsena a žil mezi domorodci v deltě řeky Mackenzie. Pracoval pro Americké přírodovědné muzeum. Přišel s kontroverzní teorií o „blonďatých Eskymácích“, které označil za možné potomky středověkých severských mořeplavců. Vedl průzkum Ostrovů královny Alžběty na lodi HMCS Karluk. V roce 1921 podnikl neúspěšný pokus zabrat Wrangelův ostrov pro Kanadu. Na cestách Arktidou urazil celkem 32 000 km a objevil nové země Borden Island, Lougheed Island a Mackenzie King Island. V knize The Friendly Arctic nastínil perspektivy hospodářského rozvoje polárního regionu. Zastával názor, že arktičtí výzkumníci se musí poučit inuitským způsobem života a konzumovat převážně masitou stravu.
Sympatizoval s komunismem a byl členem Organization for Jewish Colonization in Russia, propagující migraci Židů do sovětského Birobidžanu.
V roce 1921 získal zlatou medaili Královské geografické společnosti. Byl členem The Explorers Clubu a předsedou History of Science Society. Je po něm pojmenován Stefanssonův ostrov, ležící v Nunavutu severovýchodně od Viktoriina ostrova.